# 彩図社
株式会社 彩図社（さいずしゃ）は、東京都豊島区にある出版社である。ベストセラー『裏のハローワーク』を初めとした実録レポートのほか、旅行記、歴史、雑学、ビジネス、名言集などを刊行している。
文庫版のシリーズを刊行しているが、自身では「彩図社文庫」とは名乗っていない。

## 主な書籍
- 論理的思考力を鍛える33の思考実験（2017年・ISBN 978-4-8013-0209-9）
- 読み書きできないと恥ずかしい 小中学校で習った漢字（2017年・ISBN 978-4-8013-0203-7）
- 本当は怖ろしい韓国の歴史（2016年・ISBN 978-4-8013-0185-6）
- 純黒ピン東メンバーが教える フリー麻雀で食う超実践打法（2015年・ISBN 978-4-8013-0084-2）
- ゆがみを直す 整体学（2014年・ISBN 978-4-8013-0027-9）
- ぼくはアスペルガー症候群（2014年・ISBN 978-4-8013-0008-8）- 文庫
- ソープランドでボーイをしていました（2014年・ISBN 978-4-88392-973-3）- 文庫
- イラストでよくわかる　きれいな食べ方（2014年・ISBN 978-4-88392-877-4）
- 定年までに知らないとヤバイお金の話（2012年・ISBN 978-4-88392-859-0）
- 働く、ということ　十九歳で社長になった重度障がい者の物語（2012年・ISBN 978-4-88392-893-4）
- 超訳 孫子の兵法（2011年・ISBN 978-4-88392-787-6）
- 封印された鉄道史（2010年・ISBN 978-4-88392-742-5）
- パチンコ裏物語（2010年・ISBN 978-4-88392-748-7）- 文庫
- 経営者100の言葉（2010年・ISBN 978-4-88392-746-3）
- 笑う英会話（2009年・ISBN 978-4-88392-698-5）- 文庫
- 世界恐怖旅行（2008年・ISBN 978-4-88392-551-3）
- サドゥ （2008年・ISBN 978-4-88392-626-8）
- 夜のことばたち（2023年 ・ISBN 978-4-80-130655-4）
- トンデモ偉人伝　天才編 （2006年・ISBN 4-88392-546-3）- 文庫
- 解けないと恥ずかしい日本語力検定 （2006年・ISBN 4-88392-540-4）- 文庫
- 鉄道員裏物語 （2008年・ISBN 978-4-88392-627-5）
- 本当はヤバイ！韓国経済 （2007年・ISBN 978-4-88392-600-8）
- ナチスの発明 （2006年・ISBN 4-88392-546-3）
- 実録ドラッグ・リポート―アジア編―（2006年・ISBN 4-88392-536-6）
- ついていったこうなった キャッチセールス潜入ルポ（2005年・ISBN 4-88392-520-X） - 文庫
- アジア「裏」旅行（2005年・ISBN 4-88392-481-5）- 文庫
- ソニーが危ない！　SONY10年の天国と地獄（2005年・ISBN 4-88392-517-X）- 文庫
- 裏のハローワーク「交渉・実践編」（2005年・ISBN 4-88392-496-3）
- 海外ブラックロード　危険度倍増版（2005年・ISBN 4-88392-480-7）- 文庫
- 脱税のススメ　バレると後ろに手が回る（2004年 ISBN 4-88392-461-0）
- 裏のハローワーク（2004年・ISBN 4-88392-433-5）
- 名俳句1000（2002年 ・ISBN 4-88392-171-9）- 文庫